# Jared Harris
Jared Francis Harris (Londen, 24 augustus 1961) is een Britse acteur.

## Biografie
Harris is een zoon van Richard Harris en heeft twee broers. Hij heeft gestudeerd aan de Duke University in Durham (North Carolina) waar hij in 1984 zijn bachelor of fine arts haalde in drama.
Naast het acteren voor films en televisie is hij ook actief als toneelspeler in off-Broadway theaters.
Harris was van 2005 tot en met 2010 getrouwd met Emilia Fox. In 2013 verloofde hij zich met zijn vriendin.

## Filmografie

### Films
Selectie:
- 2022 Morbius - als Dr. Emil Nicholas
- 2016 Allied - als Frank Heslop
- 2016 The Last Face - als dr. John Farber
- 2016 Certain Women - als cliënt
- 2015 Poltergeist - als Carrigan Burke
- 2015 The Man from U.N.C.L.E. - als Sanders
- 2014 The Boxtrolls – als Lord Portley-Rind (stem)
- 2014 Pompeii – als Lucretius
- 2014 The Quiet Ones – als professor Coupland
- 2013 The Mortal Instruments: City of Bones – als Hodge Starkweather
- 2012 Lincoln – als Ulysses S. Grant
- 2011 Sherlock Holmes: A Game of Shadows – als professor James Moriarty
- 2010 The Ward – als dr. Gerald Stringer
- 2008 The Curious Case of Benjamin Button – als kapitein Mike
- 2008 From Within – als Bernard
- 2006 Cashback – als Alex Proud
- 2006 Lady in the Water – als Goatee Smoker
- 2004 Ocean's Twelve – als monteur van Basher
- 2004 Resident Evil: Apocalypse – als Dr. Ashford
- 2003 Sylvia – als Al Alvarez
- 2002 Mr. Deeds – als Mac McGrath
- 2000 Two of Us – als John Lennon
- 1998 Happiness – als Vlad
- 1998 Lost in Space – als oudere Will Robinson
- 1997 Sunday – als Ray
- 1995 Dead Man – als Benmont Tench
- 1995 Blue in the Face – als Jimmy Rose
- 1995 Smoke – als Jimmy Rose
- 1994 Natural Born Killers – als man uit Londen
- 1992 The Last of the Mohicans – als Britse luitenant
- 1992 Far and Away – als Paddy

### Televisieseries
Alleen televisieseries met minimaal twee afleveringen.
- 2024 Royal Kill List - als verhaalverteller - 3 afl.
- 2021-2023 Foundation - als Hari Seldon - 19 afl.
- 2020-2021 The Beast Must Die - als George Rattery - 4 afl.
- 2020 Wabbit: A Looney Tunes Production - als Asteroid (stem) - 2 afl.
- 2019 Carnival Row - als Absalom Breakspear - 8 afl.
- 2019 Chernobyl - als Valery Legasov - 5 afl.
- 2018 The Terror - als Francis Crozier - 10 afl.
- 2015-2017 The Expanse - als Anderson Dawes - 7 afl.
- 2016-2017 The Crown - als koning George VI - 6 afl.
- 2009 – 2012 Mad Men – als Lane Pryce – 35 afl.
- 2008 – 2012 Fringe – als David Robert Jones – 9 afl.
- 2008 The Riches – als Eamon Quinn – 5 afl.
- 2005 To the Ends of the Earth – als kapitein Anderson – 3 afl.
- 2003 Without a Trace – als pastoor Walker – 2 afl.

- Bibsys: 5031910
- Biblioteca Nacional de España: XX1288365
- Bibliothèque nationale de France: cb141855364 (data)
- CiNii: DA17026880
- Gemeinsame Normdatei: 1012585247
- International Standard Name Identifier: 0000 0001 2018 1046
- Library of Congress Control Number: nr98036142
- MusicBrainz: 90f4fcaa-f823-4967-89e5-5369b5298e31
- Nationale Bibliotheek van Tsjechië: xx0152211
- Nationale Bibliotheek van Israël: 987007580648905171
- Nederlandse Thesaurus van Auteursnamen: 423299395
- Système universitaire de documentation: 070669864
- Virtual International Authority File: 56820060
- WorldCat: E39PBJfRDTRgd7kVC9tgRHCxXd